# Ида Вальдек-Пирмонтская
Ида Каролина Вальдек-Пирмонтская (нем. Ida Caroline Prinzessin zu Waldeck und Pyrmont; 26 сентября 1796, Роден — 12 апреля 1869, Ментона) — принцесса Вальдек-Пирмонтская, в замужестве княгиня Шаумбург-Липпская.

## Биография
Ида была восьмым ребёнком и третьей дочерью в семье князя Вальдек-Пирмонтского Георга и его супруги Августы Шварцбург-Зондерсгаузенской. В Вальдеке и Пирмонте в это время правил дядя Иды Фридрих Карл Август. В 1805 году он и Георг разделили земли княжества: Георгу достался Пирмонт, а Фридриху Карлу Августу — Вальдек. В 1812 году Фридрих умер, и Георг стал единоличным правителем Вальдек-Пирмонта, но умер уже через год. Ему наследовал старший сын и брат Иды — Георг II.
В возрасте 19 лет Ида вышла замуж за 31-летнего графа Георга Вильгельма Шаумбург-Липпским, сына Филиппа II Шаумбург-Липпского. Свадьба состоялась в Арользене 23 июня 1816 года. Брак оказался гармоничным, и у супругов родилось девять детей:
- Адольф (1817—1893) — князь Шаумбург-Липпе в 1860—1893, был женат на Гермине Вальдек-Пирмонтской, имел восемь детей;
- Матильда (1818—1891) — супруга герцога Евгения Эрдмана Вюртембергского, имела троих детей;
- Аделаида (1821—1899) — супруга герцога Шлезвиг-Гольштейн-Зондербург-Глюксбургского Фридриха, имела пятеро детей;
- Эрнст (1822—1831);
- Ида (1824—1894), замужем не была, детей не имела;
- Эмма (1827—1828);
- Вильгельм (1834—1906) — генерал кавалерии, был женат на Батильде Ангальт-Дессауской, имел девять детей;
- Герман (1839);
- Елизавета (1841—1926) — супруга 2-го принца Ганау и Горовиц Вильгельма, детей не имела.

Георг Вильгельм ушел из жизни 21 ноября 1860 года. Ида пережила его на девять лет. Супруги похоронены в мавзолее при церкви Святого Мартина в Штадтхагене.